# جيم بادجيت
جيم بادجيت (بالإنجليزية: Jim Padgett)‏ هو مدرب كرة سلة أمريكي، ولد في 4 نوفمبر 1930، وتوفي في 19 ديسمبر 2009 بسبب قصور القلب.

## روابط خارجية
- جيم بادجيت على موقع كلية كرة السلة في سبورتس رفرنس.كوم (الإنجليزية)
- جيم بادجيت على موقع كلية كرة السلة في سبورتس رفرنس.كوم (الإنجليزية)